# ماریسول نیکولز
ماریسول نیکولز(به انگلیسی: Marisol Nichols)(زاده ۲ نوامبر ۱۹۷۳) بازیگر، آمریکایی است که به خاطر بازی در نقش نادیا یاسیر در فصل ششم سریال ۲۴ مشهور شده است.

## اوایل دوران زندگی
نیکولز در محلهٔ راجر پارک در شیکاگو زاده شد. پدرش اصلیتی رومانیایی و مجارستانی دارد و اهل تگزاس است. مادرش هم اصلیتی اسپانیایی و مکزیکی دارد. او دو برادر کوچک‌تر از خود دارد. او در ایلینوی بزرگ شد. برای اولین بار در ۱۷ سالگی در مصاحبه‌ای با AskMen.com شرکت کرد.

## زندگی حرفه‌ای
در کنار ایفای نقشش در سریال ۲۴، او به خاطر بازی در فیلم سینمایی تعطیلات وگاس و پخش صدایش از بلندگوهای مرکز بدنسازی Bally نیز مشهور است.

در سال ۲۰۱۰، نیکولز در نقش سارا موناهان در سریال تلویزیونی و تابستانی The Gates بازی کرد. این سریال از شبکه ABC پخش شد.

همچنین او برای بازی در فصل دوم سریال NCIS: Los Angeles قرارداد امضا کرده و شخصیت او از فصل دوم وارد سریال می‌شود.
از فیلم‌های معروف او می‌توان به بازی در فیلم‌های خانه مامان بزرگ ۲، بوفینگر، نمی‌توانم صبر کنم و مافیا! اشاره کرد.

## زندگی شخصی
نیکولز در ۱۳ آوریل ۲۰۰۸ با کارگردانی به نام تارون لکستون ازدواج کرد. نخستین فرزند آن‌ها ۳۰ سپتامبر ۲۰۰۸ زاده شد. نام او رین ایندیا لکستون است.